# Andrés Hurtado (presentador)
Andrés Avelino Hurtado Grados (Callao, 31 de enero de 1965) es un presentador de televisión, bailarín, productor y humorista peruano.
Alcanzó notoriedad en sus papeles cómicos bajo el seudónimo de Chibolín en la década de 1980. Una vez fuera del mundo humorístico, en 2014, formalizó el programa Porque hoy es sábado con Andrés, con fines caritativos para los sectores populares de la sociedad.

## Biografía
Nació el 31 de enero de 1966 en la ciudad del Callao, siendo el menor de siete hermanos. Es hijo de Andrés Hurtado Morzán y Olga Grados Bravo. Hurtado afirma que en su niñez dormía en una sola cama con tres de sus hermanos.
Estudió en el Colegio San Antonio Marianistas y luego siguió su escuela primaria en el colegio católico Salesiano.

No he sido pobre, he sido de extrema pobreza. La de sin cama, sin dormitorio, la de no ir al colegio porque no había para la pensión. Estudié becado en el Salesiano.

Según él, permaneció hasta quinto año de primaria, por lo que si no hubiera dejado la escuela a los trece años sería miembro eclesiástico de la Iglesia católica. A pesar de esta afirmación, en la información de Reniec se indicó que había completado sus estudios secundarios.
Años después, se dedicó a trabajar de limpiador. De repente, la hija de los dueños de la casa estaba llorando porque su payaso no había llegado para animar la fiesta, por lo que Hurtado se disfrazó para reemplazarlo, lo que resultó ser un éxito. Desde entonces, empezó a trabajar para empresas de payasos con el nombre artístico de Chibolín. Una versión de Rosi Marinho, una animadora infantil apodada «Rosibetty», señaló que el nombre artístico fue adoptado cuando Hurtado tenía 14 años.

### Periodo en televisión
Sin terminar la primaria, con ayuda de Gisela Valcárcel, ingresó al mundo de la televisión en las últimas décadas del siglo XX. Luego de viajar a Estados Unidos, regresó al Perú, en donde parodió a personalidades de la cultura popular peruana y extranjera. Destacan a la entonces primera dama Keiko Fujimori, la actriz y presentadora de televisión Camucha Negrete, la bailarina infantil Yola Polastri, y personajes ficticios como María Mercedes y Luz Clarita. En su momento, Hurtado señaló que no era capaz de hacer papeles de hombre, sino «afeminados» o de mujer.
Formó parte del elenco de Risas y salsa desde 1994 hasta 1996 y posteriormente en Risas de América (1997-1999). Consideró este último como su «modelo de programa cómico» para entretener al público en el futuro. Además, fue integrante de la generación de Guillermo Guille, a quien admitió que su presencia «me destruyó la vida prácticamente».
En 2009, dejó de ser una figura televisiva para convertirse en un empresario. Destacó por dirigir su agencia de viajes, en la que atendió a altos funcionarios del país como Luis Molina. También destacó por participar en eventos con la policía, según Víctor Zanabria, durante algunos años, y por tener uno de sus contactos con fuertes conexiones de altos mandos policiales. Desde entonces, ha tenido muy pocas apariciones como cómico, como su participación en El gran show  en 2015, en la que volvió a parodiar a personajes carismáticos como Luz Clarita y Yola Polastri.
Entre 2014 y 2024, presentó su programa Porque hoy es sábado con Andrés. En el año de su cierre, Hurtado afirmó que el programa generaba ingresos mensuales de entre 10 000 y 300 000 soles gracias a los patrocinadores que financiaban el programa.
En 2023, apareció en el segmento de telerrealidad «La casa de Magaly», del programa Magaly TV. En un episodio polémico, realizó actos de transfobia contra Etza Reátegui al exigirle ser llamada por su nombre que figura en su documento nacional de identidad y no por el que ella ha elegido.

### Programas de televisión
- JB el Imitador (1991-1992)
- Risas y salsa (1994-1996)
- Risas de América (1997-1999, 2002-2003)
- Atrévete con Andrés (1999-2000)
- A reír (2003-2004)
- Sábado bravazo (2005-2006)
- Porque hoy es sábado con Andrés (2014-2024)
- Sálvese quien pueda (docureality) (2023)[30]

### Detención en Venezuela
En diciembre de 2017, Andrés Hurtado en una entrevista al canal CNN, acusó ser víctima de detención ilegal y tortura en Venezuela. Cuando se encontraba en el aeropuerto internacional de Maiquetía Simón Bolívar de Caracas, fue detenido por fuerzas del Gobierno de Nicolás Maduro al intentar sacar a 130 niños venezolanos para trasladados al Perú con su padres refugiados. Según Hurtado, esto lo hizo como ayuda a la ONG opositora Unión Venezolana:

Cruzo migraciones y también cruzan dieciocho niños. Vienen miembros del servicio secreto, me arranchan el celular y me quitan el pasaporte y dicen él es. Entre veinte hombres me llevan a migraciones y me llevan a otro cuarto y me torturan. Y me dicen tú no vas a salir nunca a este país.

El Gobierno de Nicolás Maduro aseguró que Hurtado estaba cometiendo el delito de trata de personas, pues varios documentos presentados por Unión Venezolana, para ellos, son fraudulentos.

## Actividad política
En agosto de 2019, Andrés Hurtado informó su intención de postular a la presidencia de la República del Perú en las elecciones generales de 2021, oficializó su candidatura con la etiqueta #EnPrimeraVuelta. El mismo artista expresó que sus tres primeras medidas como presidente sería construir casas prefabricadas con dinero del Banco Central de Reserva en las sierras de Puno y la selva amazónica, subir el sueldo a la Policía Nacional del Perú y construir hospitales.
El Banco Central de Reserva le respondió que es un ente autónomo y no puede cumplir las exigencias de un hipotético gobierno de Hurtado. El político Francisco Diez-Canseco Távara expresó que no le cierra a Andrés Hurtado la puerta de su partido Perú Nación, y competir en las precandidaturas para candidato presidencial.
Según su hija Josetty Hurtado, el presentador manifestó que cuando gobierne, la primera dama será la actriz y presentadora argentina Susana Giménez. Hurtado confirmó el deseo cuando dijo públicamente a Giménez en una entrevista en Telefe.
En esa misma línea, aseguró que solo postulará a la presidencia si es en 2021, si por alguna razón se adelantan a 2020, el declinará su candidatura. Finalmente, su candidatura no se registró, en su lugar participó como asesor ad honorem en la campaña de Hernando de Soto.

## Vida privada
Tiene dos hijas con la exvedette Marilú Montiel, las modelos Josetty Hurtado y Gennesis Andrea Hurtado. Con Patricia Elizabeth Martínez, tuvo otra hija, de nombre Luciana.
El 2 de septiembre de 2019, hizo público su matrimonio con la cantante puertorriqueña la India.
En agosto de 2020, en el programa Porque hoy es sábado con Andrés, se confirmó que dio positivo al COVID-19, siendo internado de emergencia, luego sería dado de alta, al superar la enfermedad.
En 2023, Hurtado manifestó su admiración al presentador Phillip Butters, considerándolo como una «verdadera enciclopedia».

## Polémicas

### Problemas con la justicia
En 2008 y 2014, fue intervenido por la Policía Nacional del Perú por presunta violencia contra su entonces aún pareja Patricia Elizabeth Martínez.
En julio de 2015, fue acusado por estafa de USD 185 000 por una pareja de empresarios para hacer el Circo de Chibolín y Josetty. Al mes siguiente del mismo año, el Ministerio Público archivó la denuncia contra Hurtado.

#### Caso Chibolín
En 2024, Andrés Hurtado se vio involucrado en un escándalo judicial de la familia Siucho. Una de las integrantes de la familia, Ana Siucho Neira (esposa del futbolista Edison Flores), lo denunció por tráfico de influencias en el programa Beto a saber. Siucho Neira también lo denunció por intermediar en el pago de un millón de dólares en sobornos junto con la fiscal de lavado de activos, Elizabeth Peralta, quien fue investigada por sus vínculos con los Cuellos Blancos. Como resultado, el Poder Judicial dictó una orden de impedimento de salida del país para Hurtado y la fiscal durante quince días. En septiembre de 2024, la Fiscalía declaró el caso judicial de Hurtado y cercanos de «complejo». Esta anunció que se realizarían dos investigaciones simultáneas durante ocho meses relacionadas con el lavado de activos. Días después, el Poder Judicial autorizó que Hurtado esté bajo prisión preventiva por dieciocho meses.

### Intimidad
Siempre fue relacionado con la comunidad LGBT, personalidades del mundo televisivo como Melcochita y Carlos Cacho afirman que es homosexual. Hurtado dijo que el motivo por lo que piensan que es gay es por su antiguo papel de Chibolín que hacía en Risas y salsa, en varias ocasiones aclara que es heterosexual. Pero al mismo tiempo afirma que adora a los homosexuales y bisexuales.
Hurtado se auto define como un divo, es criticado por sus posiciones egocéntricas y extravagantes. En noviembre de 2019, Hurtado se tomó unas fotos en sunga durante sus vacaciones en Cancún, lo que ocasionó respuestas diversas por la sociedad conservadora peruana.

### Relación con extraterrestres
En su comunicado de intención a postular a la presidencia, añadió que esto se debe a un contacto extraterrestre, a los que denomina «hermanos superiores», que le informaron que será el próximo presidente del Perú en 2021:

No me importa si aparezco o no en las encuestas, jamás me van a poner en las encuestas a mí porque lógicamente soy un miedo terrible político porque no soy político. Si ponen Toledo o Andrés Hurtado, Antauro Humala o Andrés Hurtado; le gano veinte mil veces a Antauro. Lo ha dicho Vitocho [en referencia a Víctor Andrés García Belaúnde], que yo le ganaría a Antauro en una segunda vuelta.

Según Hurtado, dichos extraterrestres: «Miden cerca de ocho metros», «Hablé ocho veces con ellos... Hay buenos y malos», «Es impresionante. Quizás mucha gente, todo el país podría decir que Andrés está loco, pero no me importa lo que piense el país de mí, me importa lo que piense Dios de mí». Hurtado también aclaró que su primer contacto fue hace veintiocho años, cuando, supuestamente, le informaron su éxito televisivo actual.

### Ideología política
Se define así mismo como hitleriano, entendido para el como «(alguien que hace) todo lo que le convenga al país»; es contrario a la legalización de las drogas, influenciado por la muerte de su hermano por consumo de éstas; no apoya el matrimonio entre personas del mismo sexo, y el aborto solo lo permitiría para personas de extrema pobreza. Declaró que no gobernaría solo en caso de ser presidente y que tendría dentro de su equipo a Salomón Lerner como premier, Milagros Leiva como ministra de la mujer, Hernando de Soto como ministro de economía y César Hildebrandt como ministro de cultura. Además, declaró que desconocía del Caso Odebrecht, mencionó que Keiko Fujimori no merece la cárcel y se declaró admirador de los fiscales Rafael Vela y José Domingo Pérez.
Durante el gobierno de Martín Vizcarra, Hurtado realizó diversos halagos hacia Vizcarra, calificándolo como "uno de los mejores presidentes que tuvo el Perú" y como "uno de los presidentes que ya no hay. No es un político, es un hombre con corazón". Además, impidió que uno de sus entrevistados hablara mal del presidente declarando, subsecuentemente, que Vizcarra iba a ser cargado en procesión luego de pasada la pandemia de COVID-19.
Durante las elecciones de 2021, Hurtado solicitó votar por Keiko Fujimori, a pesar de asegurar que no simpatizaba con ella. Además, se manifestó en contra de Pedro Castillo, debido a que lo relacionaba con Nicolás Maduro, del que es opositor. También, en su programa de entrevistas tuvo como invitados a Rafael López-Aliaga y Hernando de Soto. Inclusive, Hurtado recibió a varias figuras que optaron a un escaño en el Congreso. El presentador admitió que elegía a qué político entrevistar y a quién cobrar, una práctica que infringía el contrato del canal, ya que suponía hacer proselitismo.
Durante el gobierno de Castillo, estuvo involucrado en un escándalo con el entonces presidente de la república por el presunto uso de niños de cáncer para una operación mediática, evento durante la cual fue condecorado por Castillo.

### Difusión de supuesto tratamiento contra la COVID-19
En abril de 2020, Hurtado difundió en su programa de televisión y por sus redes sociales que el agua con vinagre y limón eliminaba el virus de la garganta. Días después, el presentador pidió disculpas debido a una confusión al interpretarse erróneamente como tratamiento para la infección de garganta y no contra la COVID-19.

### Críticas a la Teletón
En 2022, Hurtado crítico abiertamente la gestión de la Teletón luego que su caso social fuera rechazado por la clínica San Juan de Dios.

### Supuesta participación mayoritaria en Panamericana Televisión
En 2021, Hurtado aseguró ser accionista mayoritario del canal Panamericana. Como muestra de su control del canal, en 2024, la presentadora Karla Tarazona recibió una carta de despido firmado supuestamente por el presentador. Su compañero del programa que condujo Tarazona, Kurt Villavicencio, cuestionó a Hurtado su capacidad de despedirla.

## Premios y condecoraciones
En 2015, fue recibido con honores por la república de Chechenia cuando visitaba a ese país.
El 10 de diciembre de 2016, fue reconocido por el Ejército del Perú por su aporte en el cumplimiento de fines institucionales ligados a las fuerzas armadas. El comandante general Luis Ramos Hume le otorgó la medalla del Ejército en el Cuartel General.
En 2023, Hurtado obtuvo dos premios Martín Fierro Latino, en las categorías mejor producción de TV y mejor estilo y performance en conducción y plataformas.